# Hancock County, Illinois
Hancock County är ett administrativt område i delstaten Illinois i USA, med 19 104 invånare varav många jordbrukare. Den administrativa huvudorten (county seat) är Carthage. Countyt största stad är Hamilton.
Countyt är döpt efter John Hancock.

## Politik
Hancock County tenderar att rösta på republikanerna i politiska val.
Republikanernas kandidat har vunnit countyt i samtliga presidentval sedan valet 1940 utom vid fyra tillfällen: 1964, 1988, 1992 och 1996. I valet 2016 vann republikanernas kandidat med 70,5 procent av rösterna mot 23,5 för demokraternas kandidat, vilket är den genom tiderna största segern i countyt för en kandidat.

## Geografi
Enligt United States Census Bureau har countyt en total area på 2 110 km². 2 058 km² av den arean är land och 52 km² är vatten.

### Angränsande countyn
- Henderson County - nordost
- McDonough County - öst
- Schuyler County - sydost
- Adams County - syd
- Lewis County, Missouri - sydväst
- Clark County, Missouri - väst
- Lee County, Iowa - nordväst